# 格里菲斯維爾 (阿肯色州)
格里菲斯維爾（英語：Griffithville）是一個位於美國阿肯色州懷特縣的城鎮。

## 地理
格里菲斯維爾的座標為35°07′20″N 91°38′41″W / 35.12222°N 91.64472°W，而該地的平均海拔高度為66米（即217英尺）。

## 人口
根據2020年美國人口普查的數據，格里菲斯維爾的面積為1.42平方千米，皆為陸地。當地共有人口155人，而人口密度為每平方千米109人。